# Hans Eiberg
Hans Eiberg (født 8. april 1945) er en dansk genetiker, som er kendt for opdagelsen af mutationen, som giver blå øjne.
Hans Eiberg blev cand.scient 1970 og har arbejdet med genetik på Institut for Medicinsk Biokemi og Genetik, Københavns Universitet siden 1971 som adjunkt, lektor og associate professor.[kilde mangler]
Han oprettede instituttets store familiebank med prøver fra tusind børnerige danske familier sammen med professor Jan Mohr i 1972. Hans Eiberg har bidraget til kortlægningen af menneskets genom, og det lykkedes ham at påvise vigtige genetiske markører for flere alvorlige sygdomme som cystisk fibrose, Batten disease og forskellige øjensygdomme. Han påviste at sengevædning er arveligt og ikke en psykisk sygdom. Fundet flere genetiske variationer der er årsag til ordblindhed og en for arvelig tarmbetændelse (Colitis).[kilde mangler]
I 2008 udgav han med kollegaer artiklen der forbandt blå øjenfarve til en region i genet HERC2.
Hans Eiberg har skrevet mere end 250 artikler i internationale tidsskrifter.